# Bungarus fasciatus
Il bungaro o krait fasciato (Bungarus fasciatus Schneider, 1801) è un serpente della famiglia Elapidae
Ofide dalle dimensioni piuttosto grandi (tra 1,6 e 2,3 metri , facilmente riconoscibile dal caratteristico disegno a bande gialle su sfondo nero. La forma del corpo di questo serpente è piuttosto insolita, poiché invece di essere cilindrica risulta leggermente a sezione triangolare, con una spina dorsale leggermente rialzata.
Molto comune in tutto il suo areale ( India nord-orientale, Indocina, Penisola di Malacca, Malaysia ), proprio come il bungaro comune, è un serpente attivo durante le ore notturne e si nutre principalmente di altri serpenti, anche se all'occorrenza preda anche piccoli sauri e pesci.
Dotato di un potente veleno neurotossico, di norma ha un temperamento schivo, timido e poco mordace: se molestato e impossibilitato alla fuga, il più delle volte tende a nascondere la testa tra le spire senza tentare di mordere. Di notte però si attiva e comincia a cacciare, anche il temperamento è più aggressivo e vi sono maggiori probabilità che l'animale morda.
Questo serpente divenne famoso durante la guerra del Vietnam dove venne chiamato "two-step snake" (serpente dei due passi), per indicare che dopo un suo morso lascia pochissimo tempo al malcapitato prima che questi muoia; si tratta di un'esagerazione, anche se tuttavia il veleno di questo serpente può uccidere molto velocemente (anche meno di un'ora).
Ovoviviparo, depone dalle sei alle dodici uova.